# 石井康嗣
石井 康嗣（いしい こうじ、本名および旧芸名：石井 浩司〈読み同じ〉、1960年7月1日 - ）は、日本の男性声優、ナレーター 。和歌山県有田市箕島出身。フリー。

## 経歴
和歌山大学卒業。
子供の頃、将来こんなものになりたいと思っていたのは、なかったという。2、3歳の頃に、親戚などが集まったりすると率先して皆の前に行って、一段高い所に上がって踊りだしていたが、当時は全然記憶がなかった。有田川、山も近くにあり、自然が凄く多かったため、自然に親しむ遊びが多かった。小学校の頃の科目で好きなのはなく、特に嫌いなのは社会科だった。
子供の頃からアニメを見ていたが、受験でアニメは見ることを辞める。映画を観て、「役者は映像の中に残ることが出来る」と考えて、ラーメン屋で見つけた雑誌に載っていた「三船プロ一期生募集」を受験。「実物に会えるかも」という気持ちで受験したところ受り、三船芸術学院1期生として入所。しかし思っていたのと違ったため、2年のところを1年で退所し、新劇を教えてた私塾に通って、舞台俳優として活動。
その後、富士フイルムのオーディション情報があり、偶々養成所の友人の紹介でオーディションを受けて、富士フイルムの店頭用ビデオで顔出しの俳優としても活動。そのVPの監督のひろたたけしの繋がりで知り合った神谷明に誘われ、テレビアニメ『シティーハンター2』を収録していたAPUスタジオに見学し、収録現場に衝撃を受ける。当時はキャラクターが喋ることに生身の人間があてることにイメージが分からなかったため、「これはオレにはムリだ」と思っていたが、神谷に「また来週くるだろ？」と4週間くらい誘われる。その流れで坂東尚樹、山崎たくみらに混じって、テレビアニメ『シティーハンター2』の撃たれる役で声優としての活動を始める。
かつては賢プロダクション、紅屋25時、ビーボに所属していた。アニメの制作進行のアルバイト経験もある。

## 人物
響くような低音が魅力。男くさい役がよく似合うが、時にギャグになるほど生真面目な役を演じることも多い。
賢プロ在籍時代に会長の内海賢二に師事、報道番組では内海の代役としてナレーションを担当していた。
資格は普通自動車免許、自動二輪中型免許。

## 出演
太字はメインキャラクター。

### テレビアニメ
1988年
- 美味しんぼ（板前C）
- シティーハンター シリーズ（1988年 - 1991年、男C、ダンサーたち、店員、殺し屋D、手下B 他） - 3シリーズ

1989年
- エスパー魔美（警官C、記者A、用務員B、キャッチャー）
- おぼっちゃまくん（1989年 - 1992年、運転手、声B、男、男B、人B 他）
- ビリ犬なんでも商会（黒沢、ヤクザ）

1991年
- 八百八町表裏 化粧師

1992年
- クレヨンしんちゃん（1992年 - 2016年、カイザム・ロボ、解説者、ゲームの声、熊田鉄五郎、ゴロツキA 他）
- 元気爆発ガンバルガー（チンピラA）
- ファンタジーアドベンチャー 長靴をはいた猫の冒険

1993年
- 剣勇伝説YAIBA（1993 - 1994年、龍神）
- ジャングルの王者ターちゃん♡（1993 - 1994年、アナベベ、カメラマン、ゴリさん）
- ツヨシしっかりしなさい（1993年 - 1994年、アブラハム、渡辺健一）
- 熱血最強ゴウザウラー（パイロット）
- 勇者特急マイトガイン（パイロット）

1994年
- カラオケ戦士マイク次郎（D・J）
- 勇者警察ジェイデッカー（警視庁幹部）
- 幽☆遊☆白書（霊界特防隊）

1995年
- 愛天使伝説ウェディングピーチ（タラシー）
- 黄金勇者ゴルドラン（カッカ将軍）
- 神秘の世界エルハザード（藤沢先生）
- 飛べ!イサミ（花丘魁）
- ナースエンジェルりりかSOS（ケトー）
- 美少女戦士セーラームーン シリーズ（1995年 - 1996年、友和、とびはねる、篠タケオ） - 2シリーズ
- ビット・ザ・キューピッド（タロス）
- ふしぎ遊戯（軫宿、奎宿、宰相）
- ぼのぼの（カシラ、ゴンゾ）

1996年
- ありす・イン・サイバーランド（ヘルゲイト）
- 逮捕しちゃうぞ（スリ兄貴分）
- 超者ライディーン（エレボス、リッキー）
- バケツでごはん（黒田さん、おまわりさん）
- はじめ人間ゴン（あくにん、ゆきおとこ）
- B'T-X（レオン）
- みどりのマキバオー（ニトロニクス、ボギー）
- YAT安心!宇宙旅行（1996年 - 1998年、ムーキー・ウィルソン、家臣） - 2シリーズ
- 勇者指令ダグオン（ラドンパ星人、マドー）

1997年
- エルフを狩るモノたちII（キラメス）
- 中華一番!（クロウ）
- 超魔神英雄伝ワタル（サンカンオー、メチャクッサー）
- ドラえもん（テレビ朝日版第1期）（1997年 - 2003年、学生、男、ゴーリ、スカンクル）
- フォーチュン・クエストL（リロイ）
- マッハGoGoGo（首領、署長 他）
- 名探偵コナン（1997年 - 2025年、飯野宏、大久保晋平、松平守、矢部拓郎、林田誠、能勢利三、本城牟呂蔵、徳備六朗、火浦京伍、中森銀三〈2代目〉 他）
- 勇者王ガオガイガー（1997年 - 1998年、大河幸太郎、ZX-31心臓原種）

1998年
- 異次元の世界エルハザード（藤沢真理）
- Weiß kreuz（加藤道夫、誘拐犯）
- 浦安鉄筋家族（土井津仁、国会議員、十三階段ベム、のり子のお父さん）
- 鉄コミュニケイション（ソーン）
- 時空探偵ゲンシクン（織田信長）
- 星方武侠アウトロースター（フォルス）
- セクシーコマンドー外伝 すごいよ!!マサルさん（ガクラン高一号・二号・三号）
- デビルマンレディー（監督）
- TRIGUN（ブラド）
- はれときどきぶた（鎧かぶと、女形花火玉）
- プリンセスナイン 如月女子高野球部（木戸晋作）
- Bビーダマン爆外伝（しょうきんボン）
- MASTERキートン（部下）
- 遊☆戯☆王（蛭谷）
- ヨシモトムチッ子物語（アブラゼミノリオ、ハナコのパパ）
- LEGEND OF BASARA（座木）
- ロスト・ユニバース（ダニッシュ、アトラス）

1999年
- 頭文字D シリーズ（1999年 - 2004年、政志、S15の男 他） - 2シリーズ
- 今、そこにいる僕（ハムド）
- A.D.POLICE（ホセ・コリンズ）
- カウボーイビバップ（ルース）
- 課長王子（田中王児）
- 人形草紙あやつり左近（速見忠雄）
- キョロちゃん（フレーム）
- THE ビッグオー（ダーレス）
- GTO（野村朋子の父）
- セラフィムコール（担当）
- それゆけ!宇宙戦艦ヤマモト・ヨーコ（干潟支部長）
- ∀ガンダム（軍曹）
- 忍たま乱太郎（1999年 - 、柳生烈号、木下先生〈2代目〉）
- HUNTER×HUNTER（第1作）（シルバ）
- 火魅子伝（伊雅）
- ポケットモンスター（船長）
- Bビーダマン爆外伝V（ジニアスボン）

2000年
- おじゃる丸（前田、メルビン、フライシア）
- 風まかせ月影蘭
- 週刊ストーリーランド（2000年 - 2001年、チンピラB、刑事B、鑑識A）
- 陽だまりの樹（山藤庄太夫、勘定方）
- ビックリマン2000（893医師）
- メダロット魂（ウラガスミ）

2001年
- X -エックス-（桃生鏡護）
- 学園戦記ムリョウ（探偵）
- ギャラクシーエンジェル（2001年 - 2002年、ジム・キンケード、執事、王） - 2シリーズ
- こちら葛飾区亀有公園前派出所（2001年 - 2004年、赤嶋社長、秋本飛飛丸〈2代目〉、御所河原金五郎之助佐ヱ門太郎、土橋、亀羅田明）
- シャーマンキング（ボリス）
- デジモンテイマーズ（チャツラモン）
- テニスの王子様（源さん、スミスコーチ）
- Dr.リンにきいてみて!（神崎炒、邪悪）
- ナジカ電撃作戦（兵士A）
- 爆転シュート ベイブレード（火渡宗一郎）
- バンパイヤン・キッズ（ゴドー）
- FF：U 〜ファイナルファンタジー:アンリミテッド〜（オスカー、キノコング）
- 遊☆戯☆王デュエルモンスターズ（闇の仮面、レアハンター）

2002年
- あずまんが大王 THE ANIMATION（木村先生）
- アベノ橋魔法☆商店街（アキ姉）
- Witch Hunter ROBIN（倉田一真、警視官）
- キャプテン翼（バーラ）
- 攻殻機動隊 STAND ALONE COMPLEX（イワサキ）
- SAMURAI DEEPER KYO（美佳の父）
- 十二国記（小司馬、昇紘の部下）
- 真・女神転生Dチルドレン ライト&ダーク（ポセイドン）
- デジモンフロンティア（闇のトレイルモン）
- ヒートガイジェイ（獣使い）
- ぴたテン（鎧武者人形）
- ぷちぷり*ユーシィ（ガガ）
- 炎の蜃気楼（狭間繁治）
- ボンバーマンジェッターズ（2002年 - 2003年、ムジョー）

2003年
- アストロボーイ・鉄腕アトム（ランプ）
- GAD GUARD（ジャンク屋）
- カレイドスター（ジャック・バロン）
- GUNSLINGER GIRL（エンツォ）
- クラッシュギアNitro（藤原金一郎）
- 金色のガッシュベル!!（ヒゲ、積丹警部、ジード、ホウガン、ジェデュン）
- 獣兵衛忍風帖 龍宝玉篇（平太）
- 探偵学園Q（荒井刑事）
- DEAR BOYS（飯嶋優作）
- TEXHNOLYZE（寒川与志雄）
- 鋼の錬金術師（バルド）
- PAPUWA（原田ウマ子）
- ポケットモンスター アドバンスジェネレーション（ハンゾウ）
- まぶらほ（三浦先生）
- らいむいろ戦奇譚（梶兵庫）
- LAST EXILE（ハリケン・ホーク）

2004年
- 巌窟王（ジョヴァンニ・ベルッチオ）
- 今日からマ王!（フェット）
- げんしけん（2004年 - 2007年、原口） - 2シリーズ
- ジパング（杉本直人）
- スクールランブル（2004年 - 2006年、五島玄海、五島雄山） - 2シリーズ
- tactics（江戸川子爵）
- 爆裂天使（雅やん）
- 遙かなる時空の中で-八葉抄-（イクティダール）
- ふたりはプリキュア（ゲキドラーゴ）
- 陸奥圓明流外伝 修羅の刻（又兵衛、柳生兵庫助利厳、近藤勇、城主）
- MONSTER（実行犯）
- 勇午 〜交渉人〜（ナデム）
- レジェンズ 甦る竜王伝説（ダンディ、ブルーノ・スパークス）

2005年
- アイシールド21（オックス）
- うえきの法則（ドン）
- エンジェル・ハート（ラフレシアのママ）
- おねがいマイメロディ（権蔵）
- 銀牙伝説WEED（法玄）
- 地獄少女（森崎伸也）
- 戦国英雄伝説 新釈 眞田十勇士 The Animation（三好伊三入道）
- SPEED GRAPHER（ボブ）
- ゾイドジェネシス（ゲオルグ、ダ・ジン）
- BLACK CAT（ベルーガ＝J＝ハード）
- ブラック・ジャック（ジュンの父、マギーの父）
- 蟲師（沢の父）
- 勇者王ガオガイガーFINAL GRAND GLORIOUS GATHERING（大河幸太郎）
- らいむいろ流奇譚 X CROSS 〜恋、オシヘテクダサイ。〜（梶兵庫）

2006年
- ギャラクシーエンジェる〜ん（鍋奉行）
- 彩雲国物語（霄大師）
- 史上最強の弟子ケンイチ（リーダー）
- 人造昆虫カブトボーグ V×V（ドクターネオ）
- スーパーロボット大戦OG -ディバイン・ウォーズ-（ニブハル・ムブハル）
- TOKYO TRIBE2（巌）
- 南の島の小さな飛行機 バーディー（サージェント・スカイシャーク）
- 妖怪人間ベム（デモクリトス）
- ロックマンエグゼBEAST（キャプテン・クロヒゲ） - 2シリーズ
- ドラえもん（テレビ朝日版第2期）（2006年 - 2012年、ブーデ、ローリエ、クラッシャー大岩、長）

2007年
- DARKER THAN BLACK -黒の契約者-（ケネス）
- ひぐらしのなく頃に解（大高）
- BLEACH（ドルドーニ・アレッサンドロ・デル・ソカッチオ）
- ぷるるんっ!しずくちゃん（2007年 - 2013年、アミーゴ・ハナゲデス、アメーバー大王） - 3シリーズ
- MÄR-メルヘヴン-（闇のオーブ）
- ロミオ×ジュリエット（レオンティーズ・ヴァン・ド・モンタギュー）
- 湾岸ミッドナイト（林）

2008年
- ヴァンパイア騎士（一条麻遠） - 2シリーズ
- 家庭教師ヒットマンREBORN!（デンドロ・キラム）
- ゴルゴ13（ヒョードル）
- スキップ・ビート!（ローリィ宝田）
- スレイヤーズREVOLUTION（ザナッファー）
- まかでみ・WAっしょい!（ファバロム博士）
- マッハガール（ドライブインの店主、クレイジーラリー博士）
- MAJOR シリーズ（2008年 - 2010年、サンダース） - 2シリーズ
- 遊☆戯☆王5D's（鷹栖）

2009年
- アラド戦記〜スラップアップパーティー〜（レオン）
- ご姉弟物語（外国人）

2010年
- アイアンマン（総理大臣）
- 屍鬼（大川富雄、小池昌治）
- スーパーロボット大戦OG -ジ・インスペクター-（ニブハル・ムブハル）
- 爆丸バトルブローラーズ ニューヴェストロイア（ゼノヘルド）
- パンティ&ストッキングwithガーターベルト（ガーターベルト）
- HEROMAN（リナのパパ）
- 毎日かあさん（ぴにゃりくん）
- 夢色パティシエール（ダバロン） - 2シリーズ
- RAINBOW-二舎六房の七人-（石原）

2011年
- トリコ（茂松）
- Rio RainbowGate!（トム・ハワード）

2012年
- イナズマイレブンGO クロノ・ストーン（2012年 - 2013年、サカマキ・トグロウ）
- 機動戦士ガンダムAGE（フロイ・オルフェノア）
- ZETMAN（マスター）
- 夏目友人帳 肆（館花）
- ルパン三世 東方見聞録 〜アナザーページ〜（ベルナルド・ビラール）
- ONE PIECE（フィッシャー・タイガー）

2013年
- イクシオン サーガ DT（セングレンの兄）
- 義風堂々!! 兼続と慶次（本間高統）
- サムライフラメンコ（総理大臣）
- 問題児たちが異世界から来るそうですよ?（グリー / グリフォン）

2014年
- アカメが斬る!（オネスト大臣）
- 犬猫アワー 47都道府犬R&にゃ〜めん（和歌山犬）
- テラフォーマーズ（2014年 - 2016年、ナレーション） - 2シリーズ

2015年
- 怪盗ジョーカー（2015年 - 2016年、バジル将軍）
- 銀魂゜（神楽惇）
- 攻殻機動隊 ARISE ALTERNATIVE ARCHITECTURE（カンザキ）
- 旦那が何を言っているかわからない件 2スレ目（ハジメ父）
- ヒーローバンク（鍋野安康）

2016年
- 紅殻のパンドラ（フィアー）
- とんかつDJアゲ太郎（勝又揚作）
- 91Days（スクーザ）
- ベルセルク（ターパサ）
- ルパン三世 PART IV（フォックス）

2017年
- アイドル事変（桜庭統一郎）
- 信長の忍び（北畠具教）
- アイドルマスター シンデレラガールズ劇場（ナレーション）
- トミカハイパーレスキュー ドライブヘッド 機動救急警察（刈狩博士）
- 境界のRINNE（大黒柱）
- 異世界はスマートフォンとともに。（バルサ伯爵）
- モンスターハンター ストーリーズ RIDE ON（アンヴィス）
- デジモンユニバース アプリモンスターズ（飛鳥龍次郎）

2018年
- オーバーロード シリーズ（2018年 - 2022年、ゼンベル・ググー） - 2シリーズ
- タイムボカン 逆襲の三悪人（西郷隆盛）
- それいけ!アンパンマン（2018年 - 2024年、ランプの巨人〈2代目〉、サボテンマン〈4代目〉）
- バキ（2018年 - 2020年、園田盛男） - 2シリーズ
- 百錬の覇王と聖約の戦乙女（ファールバウティ）
- デュエル・マスターズ!（ゲオルグ・バーボシュタイン）
- 軒轅剣 蒼き曜（龍驍）
- ツルネ シリーズ（2018年 - 2023年、中崎） - 2シリーズ

2019年
- エガオノダイカ（ジェイムズ）
- RobiHachi（ヌルミテ王）
- 真夜中のオカルト公務員（ケルベロス）
- パズドラ（2019年 - 2025年、板ノ助、ダスク）

2020年
- 僕のヒーローアカデミア（スナッチ）
- はてな☆イリュージョン（グレゴリー・キャメロット）
- ジビエート（鳩波蓮司郎）
- ストライクウィッチーズ ROAD to BERLIN（カルロ・グリマーニ）
- 100万の命の上に俺は立っている（商人）

2021年
- 進撃の巨人（2021年 - 2023年、アニ父 / レオンハート） - 4シリーズ
- オルタンシア・サーガ（ガストン）
- スーパーカブ（山小屋店主）
- SHAMAN KING（トナ・パピク・カジマヒデ）
- ルパン三世 PART6（ローク）

2022年
- デュエル・マスターズ キングMAX（金掘原冊）
- ブッチギレ!（秋月悌次郎）
- てっぺんっ!!!!!!!!!!!!!!!（小関）
- 名探偵コナン 犯人の犯沢さん（中森警部）

2023年
- とんでもスキルで異世界放浪メシ（エドガー）
- BLEACH 千年血戦篇-訣別譚-（ドルドーニ・アレッサンドロ・デル・ソカッチオ）

2024年
- キングダム（紀彗）
- ザ・ファブル（浜田広志）

2025年
- ユア・フォルマ（トールボット）
- 光が死んだ夏（武田一）
- New PANTY & STOCKING with GARTERBELT（ガーターベルト）

### 劇場アニメ
1992年
- 銀河英雄伝説外伝 黄金の翼（グレゴール・フォン・クルムバッハ）

1993年
- お星さまのレール（通訳）
- 銀河英雄伝説 新たなる戦いの序曲（パストーレ）

1994年
- 鬼切丸（後鬼）
- ダークサイド・ブルース（蘭士）

1997年
- 地球が動いた日（酒井先生）

2002年
- 爆転シュート ベイブレード THE MOVIE 激闘!!タカオVS大地（大地の父〈大悟郎〉）

2004年
- 遊☆戯☆王デュエルモンスターズ 光のピラミッド（アヌビス）

2005年
- 機動戦士Ζガンダム A New Translation（2005年 - 2006年、ブレックス・フォーラ、ドゴスギア・キャプテン）
- ブラック・ジャック ふたりの黒い医者（ギル）

2008年
- 劇場版MAJOR メジャー 友情の一球（サンダース）

2009年
- きかんしゃ やえもん（ディム）

2010年
- クレヨンしんちゃん 超時空!嵐を呼ぶオラの花嫁（金有電機CMナレーション）
- REDLINE（マシンヘッド鉄仁）

2011年
- 劇場版アニメ 忍たま乱太郎 忍術学園 全員出動!の段（木下先生）
- トリコ 3D 開幕!グルメアドベンチャー!!（肉屋店主）
- 鋼の錬金術師 嘆きの丘の聖なる星（グラーツ）

2012年
- 劇場版 FAIRY TAIL 鳳凰の巫女（キャノン）

2013年
- 映画ドラえもん のび太のひみつ道具博物館（ハルトマン博士）

2014年
- 宇宙戦艦ヤマト2199 星巡る方舟（ボドム・メイス）

2015年
- 屍者の帝国（ユリシーズ・グラント）

2016年
- 映画ドラえもん 新・のび太の日本誕生（タジカラ）

2017年
- 名探偵コナン から紅の恋歌（海江田藤伍）

2018年
- 映画 ドライブヘッド〜トミカハイパーレスキュー 機動救急警察〜（刈狩博士）

2019年
- 名探偵コナン 紺青の拳（中森警部）

2022年
- 劇場版ツルネ -はじまりの一射-（中崎さん）

2023年
- 映画ドラえもん のび太と空の理想郷（ポーリー）

2024年
- 名探偵コナン 100万ドルの五稜星（中森銀三）

2025年
- 映画ドラえもん のび太の絵世界物語（イゼール）

### OVA
1988年
- 宇宙家族カールビンソン（おまわりさん）

1990年
- 押忍!!空手部（福間）

1992年
- 鴉天狗カブト 黄金の目のケモノ（兵士B）
- 創竜伝（1992年 - 1993年）

1993年
- ザ・コクピット 成層圏気流（歩兵A）
- 難波金融伝・ミナミの帝王（ヤクザB）

1994年
- GATCHAMAN（G‐2・ジョー）
- 気分は形而上 実在OL講座（重役）
- 真・孔雀王（孔雀王）

1995年
- KEY THE METAL IDOL（1995年 - 1997年、寿彦の父）
- GOLDEN BOY さすらいのお勉強野郎（インストラクターB〈男〉）
- 神秘の世界エルハザード（藤沢先生）
- 聖羅ヴィクトリー（刑事B）
- YAMATO2520（ストック、モアイ）
- 妖精姫レーン（小西）

1996年
- エンジェル伝説（黒田清吉）
- 地獄堂霊界通信（三田村巡査）
- 超特急ヒカリアン（300X）
- ファイアーエムブレム 紋章の謎（ハイマン）
- 新世紀GPXサイバーフォーミュラSAGA（1996年 - 1997年、記者、男）
- MAZE☆爆熱時空（デ・デン・デン）
- レジェンド・オブ・クリスタニア（ガルディ、バール）
- LEVEL-C（課長）

1997年
- 工業哀歌バレーボーイズ（宮本）
- 厄災仔寵（賀茂太一）

1998年
- 教科書にないッ!
- 旭日の艦隊（磯貝正久〈初代〉）
- ダイノゾーン（シャドーティラノ）
- テラストーリー 〜告白〜（マルさん）
  - テラストーリー2 〜僕の天使〜（マルさん）

1999年
- 思春期美少女合体ロボ ジーマイン（黒服C）
- 太陽の船 ソルビアンカ（情報屋）
- てなもんやボイジャーズ（司令官）

2000年
- sin THE MOVIE（ジョン・ブレード大佐）
- 勇者王ガオガイガーFINAL（大河幸太郎）

2001年
- アニメーション制作進行くろみちゃん（社長、中年サーファー、タイムジャニーズアイキャッチコール、高島平礼）
- Z.O.E 2167 IDOLO（ハインズ）

2002年
- かいけつゾロリの恐怖の花嫁作戦!!（ドン・バッファロイ）
- 遙かなる時空の中で-紫陽花ゆめ語り-（イクティダール）

2003年
- 遙かなる時空の中で2-白き龍の神子-（源時頼）
- HUNTER×HUNTER GREED ISLAND（シルバ）

2004年
- 頭文字D to the Next Stage 〜プロジェクトDへ向けて〜（政志）
- 炎の蜃気楼〜みなぎわの反逆者〜（狭間繁治）
- 名探偵コナン コナンとキッドとクリスタル・マザー（ジャッカル）
- らいむいろ戦奇譚 南国夢浪漫（梶兵庫）

2007年
- 頭文字D BATTLE STAGE 2（オタク）
- ストレイト・ジャケット（ブライアン・メノ・モデラート）
- 装甲騎兵ボトムズ ペールゼン・ファイルズ（眼だし帽の男）

2009年
- アドリブ王子（小早川）
- TO（ゲラン）

2010年
- 装甲騎兵ボトムズ 幻影篇（謎の刺客）

### Webアニメ
- ペンギン娘♥はぁと（2008年、セバスチャン）
- ケンガンアシュラ（2019年 - 2023年、鹿野玄[56]） - 3シリーズ[一覧 17]
- SDガンダムワールド 三国創傑伝（2019年、董卓プロヴィデンスガンダム[57]）
- オルタード・カーボン:リスリーブド（2020年、ゲンゾウ[58]）
- 終末のワルキューレ（2021年 - 2023年、ナレーション[59]、張飛益徳） - 2シリーズ[一覧 18]
- ULTRAMAN（2023年、メフィスト[60]）

### ゲーム
1991年
- 太平記

1993年
- メタモジュピター（その他）

1995年
- 餓狼伝説3（望月双角、山崎竜二）
- REAL BOUT 餓狼伝説（望月双角、山崎竜二）

1996年
- ありす in Cyberland（スカウトマン）
- 王国のグランシェフ

1997年
- QUOVADIS 2〜惑星強襲オヴァン・レイ〜（ニッタ・ヌギヴァ）
- THE KING OF FIGHTERS '97（山崎竜二）
- 真説サムライスピリッツ 武士道烈伝（ナインハルト・ズィーガー、参界導士）
- 同級生2（川尻あきら）
- REAL BOUT 餓狼伝説SPECIAL（望月双角、山崎竜二）
- リンダキューブ アゲイン（ジーン・チャレンジャー、ゴメス）

1998年
- 金田一少年の事件簿 星見島 悲しみの復讐鬼（チーフ）
- THE KING OF FIGHTERS '98（山崎竜二）
- THE KING OF FIGHTERS 京（山崎竜二） - PlayStation版アドベンチャーゲーム
- 堕落天使（トリガー）
- トゥームレイダース（ピエール）
- 幕末浪漫第二幕 月華の剣士 〜月に咲く花 散り行く花〜（黄龍）
- ヒロインドリーム2（工藤華星）
- 御神楽少女探偵団（諸星大二郎）
- REAL BOUT 餓狼伝説SPECIAL DOMINATED MIND（望月双角、山崎竜二）
- REAL BOUT 餓狼伝説2 THE NEWCOMERS（望月双角、山崎竜二）

1999年
- ATHENA 〜Awakening from the ordinary life〜（海藤将）
- アランドラ2 魔進化の謎（アリオン）
- 餓狼 MARK OF THE WOLVES（牙刀）
- 餓狼伝説 WILD AMBITION（山崎竜二）
- スタートリング・オデッセイ
- 続・御神楽少女探偵団 〜完結編〜（諸星大二郎）
- 探偵 神宮寺三郎 灯火が消えぬ間に（熊野参造）
- デバイスレイン（真端実）
- 武力 〜BURIKI ONE〜（ロブ・パイソン）
- マクロス VF-X2（ウィルバー・ガーランド）
- ラブラブトロッコ 〜二人の恋のメロディ〜（ボス）
- リモートコントロールダンディ（クラウス柳）

2000年
- THE KING OF FIGHTERS '99 EVOLUTION（山崎竜二）
- カプコン バーサス エス・エヌ・ケイ ミレニアムファイト 2000（山崎竜二）
- COOL COOL TOON（キング）
- THE KING OF FIGHTERS 2000（山崎竜二）
- サンライズ英雄譚R（大河幸太郎）
- ダーククラウド
- 遙かなる時空の中で（イクティダール）
- ブリガンダイン グランドエディション（ドリスト、シュレッド）
- 麻雀やろうぜ!2（八崎真悟）

2001年
- カプコン バーサス エス・エヌ・ケイ ミレニアムファイト 2000 PRO（山崎竜二）
- CAPCOM VS. SNK 2 MILLIONAIRE FIGHTING 2001（山崎竜二）
- スタートリングアドベンチャーズ 空想3×大冒険（ボス ガントゲート）
- トゥームレイダー5 クロニクル（ピエール）
- 遙かなる時空の中で2（源時朝）

2002年
- あずまんがドンジャラ大王（木村先生）
- GROOVE ADVENTURE RAVE 〜未完の秘石〜（ドリュー）
- GROOVE ADVENTURE RAVE 〜光と闇の大決戦2〜（ドリュー）
- THE KING OF FIGHTERS 2002（山崎竜二）
- スター・ウォーズ ギャラクティック・バトルグラウンド（ランド・カルリジアン、ダース・モール）
- ボンバーマンジェッターズ（ムジョー）
- 名探偵コナン 最高の相棒（スタッフ）

2003年
- あしたのジョー〜まっ白に燃え尽きろ!〜（力石徹）
- カオス レギオン（情報収集者）
- グローランサーIV（バウアー）
- ゲゲゲの鬼太郎 異聞妖怪奇譚
- THE KING OF FIGHTERS 2003（山崎竜二、牙刀）
- SUNRISE WORLD WAR Fromサンライズ英雄譚（ドレイク、大河長官）
- スーパーロボット大戦シリーズ（2003年 - 2021年、大河幸太郎） - 6作品
- 天誅 参（田島英五朗）
- ドリームミックスTV ワールドファイターズ（ムジョー）
- 鋼の錬金術師 翔べない天使（ヴィルヘルム・エイゼルシュタイン）
- 遙かなる時空の中で-盤上遊戯-（イクティダール）

2004年
- THE KING OF FIGHTERS NEOWAVE（山崎竜二）
- テイルズ オブ リバース（ドバル）
- テニスの王子様 2005 CRYSTALDRIVE（スミスコーチ）
- 鋼の錬金術師2 赤きエリクシルの悪魔（バルド）
- 遙かなる時空の中で3（源頼朝）
- らいむいろ戦奇譚（梶兵庫）
- らいむいろ流奇譚 X CROSS 〜恋、オシヘテクダサイ。〜（梶兵庫）

2005年
- コード・エイジ コマンダーズ 〜継ぐ者 継がれる者〜（サリヴァン）
- 金色のガッシュベル!! うなれ!友情の電撃 ドリームタッグトーナメント（ジード）
- THE KING OF FIGHTERS XI（牙刀）
- サモンナイト クラフトソード物語 〜はじまりの石〜（ランドル、ロブ）
- シャドウハーツ・フロム・ザ・ニューワールド（キラー）
- 新世紀勇者大戦
- TOUGH DARK FIGHT（宮沢鬼龍）
- 遙かなる時空の中で3 十六夜記（源頼朝）

2006年
- サムライチャンプルー HIPHOPサムライアクション（大鬼）
- .hack//G.U.（2006年 - 2007年、がび） - 3作品
- NARUTO -ナルト- 木ノ葉スピリッツ!!（ガンドウ）
- 任侠伝 渡世人一代記（島破りの安）
- ファイナルファンタジーXII（バッガモナン）
- Mr.インクレディブル 強敵アンダーマイナー登場

2007年
- 頭文字D ARCADE STAGE 4（S15シルビアのデブ）
- SDガンダム GGENERATION（2007年 - 2016年、ダグラス・ローデン、オットー・アイヒマン、刑事〈0080〉、ブレックス・フォーラ） - 2作品
- Xross Scramble（デュラハン・カニンガム）
- 召喚少女 〜ElementalGirl Calling〜（オズワルド将軍）
- ドラゴンシャドウスペル（スペンサー、ロディオン・ホーク）
- ロストオデッセイ（カカナス）

2008年
- 悪魔城ドラキュラ 奪われた刻印（バーロウ）
- 頭文字D ARCADE STAGE 4 改（S15シルビアのデブ）
- 機動戦士ガンダム ギレンの野望 アクシズの脅威（ブレックス・フォーラ）
- THE KING OF FIGHTERS '98 ULTIMATE MATCH（山崎竜二）
- タンくる（バッソ）
- テイルズ オブ ハーツ（ジオ・ストリーガウ）
- Too Human（トール）
- drastic Killer（タンザナイト）
- ブレイザードライブ（ビースト）
- ミラーズエッジ（マーキュリー）

2009年
- 頭文字D ARCADE STAGE 5（S15シルビアのデブ）
- 家庭教師ヒットマンREBORN!DS フェイトオブヒートII 運命の二人（デンドロ・キラム）
- 機動戦士ガンダム戦記（オットー・アイヒマン）
- THE KING OF FIGHTERS 2002 UNLIMITED MATCH（山崎竜二）
- スキップ・ビート!（ローリィ宝田）
- 遊☆戯☆王 ファイブディーズ Wheelie Breakers（鷹栖）
- ロロナのアトリエ 〜アーランドの錬金術士〜（メリオダス・オルコック）

2010年
- .hack//Link（がび）

2011年
- 機動戦士ガンダム 新ギレンの野望（ブレックス・フォーラ）
- Dead Island（ライダー）
- バレットソウル -弾魂-（サダハール）
- FAIRY TAIL PORTABLE GUILD 2（グスタフ）
- 遊☆戯☆王5D's Duel Transer（鷹栖）
- ラストストーリー（アルガナン伯爵）

2012年
- UNDER NIGHT IN-BIRTH（ワレンシュタイン）
- イナズマイレブンGO2 クロノ・ストーン ネップウ/ライメイ（サカマキ・トグロウ）
- ソウルキャリバーV（エッジマスター）
- 第2次スーパーロボット大戦Z 再世篇（ジェラウド・ガルス・バンテール）
- ONE PIECE ワンピーベリーマッチIC（フィッシャー・タイガー）

2013年
- ジョジョの奇妙な冒険 オールスターバトル（ダニエル・J・ダービー）
- 新・ロロナのアトリエ はじまりの物語〜アーランドの錬金術士〜（メリオダス・オルコック）
- テイルズ オブ ハーツ R（ジオ・ストリーガウ）
- ヒットマン アブソリューション（ブレイク・デクスター）

2014年
- UNDER NIGHT IN-BIRTH Exe:Late（ワレン）
- 十三支演義 〜偃月三国伝2〜（黄蓋）
- 戦国無双 Chronicle 3（松永久秀）
- 戦国無双4（松永久秀）
- バレットソウル -インフィニットバースト-（王道楽土のサダハール）

2015年
- UNDER NIGHT IN-BIRTH Exe:Late[st]（ワレンシュタイン）
- 第3次スーパーロボット大戦Z 天獄篇（ネクスタント）
- 戦国無双4-II（松永久秀）
- 戦国無双4 Empires（松永久秀）
- ひぐらしのなく頃に粋（大高）

2016年
- ディシディア ファイナルファンタジー (アーケードゲーム)（ガーランド）
- メビウス ファイナルファンタジー（ガーランド〈変貌後〉）

2017年
- 誰ガ為のアルケミスト（ジャスティン）

2018年
- ディシディア ファイナルファンタジー NT（ガーランド）
- 無双OROCHI 3（松永久秀）
- BLAZBLUE CROSS TAG BATTLE（ワレンシュタイン）

2019年
- ドラゴンクエストライバルズ（マデサゴーラ）
- ポケモンマスターズ / EX（2019年 - 2025年、サカキ）

2020年
- グランブルーファンタジー（2020年 - 2023年、アギエルバ〈2代目〉）
- 遙かなる時空の中で7（織田信長）
- ドラゴンクエストX いばらの巫女と滅びの神 オンライン（マデサゴーラ）
- 北斗の拳 LEGENDS ReVIVE（2020年 - 2023年、ジュウケイ）

2021年
- World of Demons - 百鬼魔道（道禅）
- 戦国無双5（松永久秀）

2022年
- ストレンジャー オブ パラダイス ファイナルファンタジー オリジン（カオスとなる者）
- 鋼の錬金術師 MOBILE（バルド）

2023年
- ドラゴンクエストX 眠れる勇者と導きの盟友 オフライン（マデサゴーラ）

2024年
- 金色のガッシュベル!! 永遠の絆の仲間たち（ヒゲ）
- Wizardry Variants Daphne

2025年
- BLEACH Rebirth of Souls（ドルドーニ・アレッサンドロ・デル・ソカッチオ）

### ドラマCD
- ATHENA 〜Awakening from the ordinary life〜 DRAMA CD（海藤将）
- アリアンロッド・サガファンブック Fellowship of Stone〜竜輝石の仲間たち〜 ドラマCD「思い出フロントライン」（“バルディッシュ”のディーン）
- イースVIIプロローグ ドラマCD 〜綴られざる冒険譚〜（Ys SEVEN初回限定版付録）（ジェド）
- かりん（ヘンリー・マーカー）
- 気象精霊記(2)正しい台風の起こし方（気象予報協会の岸尾）
- 逆転検事2〜宇宙からの逆転!?〜（糸鋸圭介）※シリーズPVで同様に糸鋸圭介役を担当
- 逆転裁判123 成歩堂セレクション ドラマCD「逆転のコンビネーション」（糸鋸圭介）
- 久遠の絆平安編（蘆屋道満）
- 彩雲国物語 物思う君に愛の手を（霄太師）
- ザ・キング・オブ・ファイターズシリーズ（山崎竜二）
  - ザ・キング・オブ・ファイターズ'97 ドラマCD 〜激突編〜
  - ザ・キング・オブ・ファイターズ'97 ドラマCD 〜宿命編〜
  - NEO・GEO DJ Station in ねおちゅぴ
  - NEO・GEO DJ Station Live'99
  - NEO・GEO DJ Station in ゲムドラナイト
  - KOF Mid Summer Struggle（「KOF完全読本」付録）
- 創竜伝（隊員、曹国舅）
- ソード・ワールド へっぽこーずドラマCD（ガルガド）
- ハイパーあんな（高槻源一郎）
- バウンティソード外伝・鋼鉄の龍（ファウスト）
- はじめの一歩（間柴了）
- 遙かなる時空の中で4 〜瑞穂の国〜（ムドガラ）
- B.A.D. 嗤う髑髏（嵯峨雄二郎）
- ファルコムクラシックス オリジナルCDドラマ「イースI/女神の記憶」（ドギ）
- 新世紀GPXサイバーフォーミュラSAGA ROUND2 マスコットギャルズ・パニック（プレス）
- プリンセスナイン 如月女子高野球部 CDドラマ 燃える対決!裸のナインたち（木戸監督[83]）
- 魔神英雄伝ワタル外伝 CDシネマ3 ピュアピュアヒミコ 第三巻（タクシーの運転手）
- まろまゆ（棟梁）
- 勇者王ガオガイガーシリーズ（大河幸太郎）
  - スペシャルドラマ1 〜サイボーグ誕生〜
  - スペシャルドラマ2 〜ロボット闇酷冒険記〜
  - スペシャルドラマ3 〜最強勇者美女軍団〜
  - スペシャルドラマ4 〜ID5は永遠に…〜
- るろうに剣心 -明治剣客浪漫譚-（蜂須賀）
- ボンバーマンジェッターズ『第53話 帰ってきたジェッターズ』（ムジョー）

### ラジオドラマ
- 神秘の世界エルハザード2 スペシャル（藤沢真理）
- 義風堂々!!〜音語り〜 文化放送JOQR（本間高統）

### デジタルコミック
- Beeマンガ グラップラー刃牙（末堂厚[84]）

### 吹き替え

#### 担当俳優
サミュエル・L・ジャクソン
- ヒットマンズ・ボディガード（ダリウス・キンケイド）
- ユニコーン・ストア（セールスマン）
- ステージド 俺たちの舞台、ステイホーム!（本人）

#### 映画
- あなたに降る夢（パテル氏〈ランジット・チョウドリー〉）
- ABADDON/ア・バ・ド・ン（ヴィゴ〈フランク・ザカリーノ〉）
- アンフォゲタブル
- ウォンカとチョコレート工場のはじまり（ブリーチャー〈トム・デイヴィス〉[85]）
- エアポート2011（ロバート・スティーブンス〈ジェフ・ミード〉）
- AIRBORNE エアボーン（デイヴ〈ショーン・ビーン〉）
- オートマティック2033（ウェスト〈ジェフ・コーバー〉）
- 大いなる遺産
- 男たちの挽歌4（タイハ〈ラウ・チンワン〉）
- クロスゲージ
- クリムゾン・タイド（マホーニー大尉〈ジェイミー・ゴメス〉）※ソフト版
- カーラの結婚宣言（バンマス〈スティーブ・ダニエル〉）
- ガールフレンドは未来人
- 喜劇王（スパイ〈ン・マンタ〉）
- キリング・ゾーイ（リカルド〈ブルース・ラムゼイ〉）
- クラッシュ・ダイブ（マーフィ機関長〈ジェイ・アコヴォーン〉）※ソフト版
- 原始のマン
- 恋の闇 愛の光（ピアス〈デヴィッド・シューリス〉）※ビデオ版
- ゴッド・ディーバ（ナレーション）
- ザ・ヴァンプハンター（フィッシャー〈ニコラス・ゲスト〉）
- ザ・ファン ※ソフト版
- ザ・ロック（マッコイ〈スティーヴ・ハリス〉、海兵隊隊員）※ソフト版
- G.I.ジェーン ※フジテレビ版
- シェーン（ルーフ・ライカー〈エミール・メイヤー〉[86]）※N.E.M版
- ジョン・カーター（タルス・タルカス〈ウィレム・デフォー〉）
- シンドラーのリスト ※ビデオ・DVD版
- ストレンジ・デイズ/1999年12月31日（ジェリコ・ワン〈グレン・プラマー〉）
- スペースデスペラード（ダービン〈マット・フリューワー〉）
- スペース・プレイヤーズ（ヨセミテ・サム[87]）
- タイムコップ（リッキー〈スコット・ベリス〉）
- デス・ゲーム2025（トーマス・メイヒュー〈ブライアン・ジェンセン〉）
- 友へ チング ※DVD版（関西弁）
- 南部の唄（ブレア・フロッグ）※BVHE版
- ニルヴァーナ（レッドクロウ〈クラウディオ・ビジオ〉）
- 寝取られ男のラブ♂バカンス（ブライアン・ブレッター〈ビル・ヘイダー〉）
- バイオ・ディザスター（デヴィッド・R・ホイットマン〈ウィリアム・ハート〉）
- ハイランダー2 甦る戦士（警備員、アナウンサー 他）
- ハイランダー3/超戦士大決戦 ※ビデオ・BD版
- バレンタインズ・デイ（ジャック・バレンタイン〈マリオ・ヴァン・ピーブルズ〉）
- バットマン フォーエヴァー ※テレビ朝日版
- ハードロック・ハイジャック（クリス・ムーア〈ハロルド・ライミス〉）
- バースト・シティ（コバッチ〈ミヒャエル・メンドル〉）
- 判決前夜/ビフォア・アンド・アフター
- 陽のあたる教室 ※ソフト版
- ヒート（リチャード・トレナ）※ソフト版
- ファースト・マッチ
- プレジデントマン/地獄のステルスコマンド
- ブラッド・フェイス（ルカ・レンティニ〈フランク・ザカリーノ〉）
- ブロークン・アロー（ジョンソン〈ヴィトー・ルギニス〉）※ソフト版
- ブラッディ・マロリー（マロリーの夫〈ジュリアン・ボワッスリエ〉）
- 評決のとき（ジェームズ・ルイス・ウィラード〈ダグ・ハッチソン〉 他）※ビデオ版・DVD版
- レッド・コーナー 北京のふたり
- マスク（ティルトン市長）※ソフト版
- マトリックス（エージョント・ジョーンズ〈ロバート・テイラー〉）※ビデオ・DVD版
- ムーラン・ルージュ
- メタル・トルネード（ジョナサン・ケイン〈グレッグ・エヴィガン〉）
- メタル・スポイラー（クレメンツ〈ジョー・アンガー〉）
- 怪 ―もののけ―（モー〈フランシス・ン〉）
- RUN/標的にされた男
- ライアー ライアー（ケネス・フォーク〈クリストファー・マイヤー〉）※新盤DVD・BD版
- 理由（T・J・ウィルコックス刑事〈クリストファー・マーレイ〉）※テレビ東京版
- 流血の絆（エミリオ・エステバン〈ラウル・ダヴィラ〉）
- レイジング・ブレッド 復讐の銃弾（ドゥーブ〈キーファー・サザーランド〉）
- レイジングプラン（マックス〈ヴィンセント・ドノフリオ〉）
- レオン（マルキー〈ピーター・アペル〉）※ビデオ版・DVD版

#### ドラマ
- アリー my Love
- ウェイワード・パインズ 出口のない街（CJ・ミッチャム〈ジャイモン・フンスー〉）
- エージェント・カーター シーズン2（ジョセフ・マンフレディ〈ケン・マリーノ〉）
- X-ファイル オーブリー（ジョー・ダネル刑事）※テレビ朝日版
- がんばれタッグス（ゼベデー、ナンタケット、オールド・ラスティー、戦艦、マイティー・モー、リトル・ディッチャー、消防艇）
- 恐竜家族
- クリミナル・マインド2 FBI行動分析課 #17（ロイ・ウッドリッジ〈ホルト・マッキャラニー〉）
  - クリミナル・マインド6 FBI行動分析課 #23（ブレイク・ウェルズ）
- GRIMM/グリム シーズン2（男爵〈レグ・E・キャシー〉）
- クワンティコ/FBIアカデミーの真実 シーズン2（オーウェン・ホール〈ブレア・アンダーウッド〉）
- 刑事ナッシュブリッジス
- コールドケース4（タイ・シュガー〈ショーン・ブリジャース〉）
- ザ・プラクティス ボストン弁護士ファイル（デイリー〈グレゴリー・イッツェン〉）
- ザ・ホワイトハウス（レイシー）
- 対決スペルバインダー（番人1、警官、看守）
- 対決スペルバインダーII（ヒューゴ）
- CHUCK/チャック シーズン2（ミスター・コルト〈マイケル・クラーク・ダンカン〉）
- CHUCK/チャック シーズン4（クライド・デッカーCIA長官〈リチャード・バージ〉）
- DIVORCE/ディボース（ロバート・デュフレーン〈トーマス・ヘイデン・チャーチ〉）
- ドクタークイン 大西部の女医物語（ドクター・クライド〈ロジャー・ヒューレット〉）
- ナース・ジャッキー3（アンソニー・ドノバン〈ニック・サンダウ〉）
- 犯罪捜査官ネイビーファイル（ペリー）
- ふたりは最高!ダーマ&グレッグ（エドワード・モントゴメリー）
- フルハウス（アナウンサー）
- メルローズ・プレイス
- ヤング・スーパーマン ファイナルシーズン（リック・フラッグ〈テッド・ウィットール〉）
- 夢見る子犬・ウィッシュボーン（ベン）

#### アニメ
- アラジンの大冒険（アーバタス）
- X-MEN（ピンディケーター）※テレビ東京版[88]
- がんばれタッグス（ゼベデー、ナンタケット、消防艇、マイティー・モー 他）
- カンフー・パンダ3（カイ将軍〈声：J・K・シモンズ〉）
- くまのアーネストおじさんとセレスティーヌ（ジョルジュ〈声：パトリス・メレネク〉）
- コウノトリ大作戦!（アルファ・ウルフ〈声：キーガン＝マイケル・キー〉）
- ザ・ペンギンズ from マダガスカル（コワルスキー[89]）
- スター・ウォーズシリーズ
  - スター・ウォーズ ドロイドの大冒険（IG-88）※DVD版
  - ロボット・チキン（オビ＝ワン・ケノービ、ヨーダ、ランド・カルリジアン、クワイ＝ガン・ジン、ダース・モール、オーウェン・ラーズ、ジョージ・ルーカス 他）
  - スター・ウォーズ 反乱者たち（ヴァルト・スケリス、スレイヴィン大佐）
  - LEGO スター・ウォーズ/フリーメーカーの冒険（BL-OX、ストームトルーパー）
  - スター・ウォーズ レジスタンス（イマニュエル・ドーザ）
- タンタンの冒険（乗組員）
- タイタンA.E.
- 電脳ムシオヤジ（電脳ムシオヤジ）
- トムとジェリー ロビン・フッド（リトル・ジョン）
- ハウス・オブ・マウス（スカットル、フィル）
- パワーパフガールズ（モジョ・ジョジョ、モンスター）
  - パワーパフガールズ：ダンスパンツにご用心!（モジョ・ジョジョ）
- 百妖譜（空明）
- ピンクパンサー（ピンクパンサー）
- 魔法の剣 キャメロット
- モンキーマジック（ブキョク、妖怪）
- リトル・マーメイド（バイキング）
- ルーニー・テューンズ（ヨセミテ・サム〈声：モーリス・ラマーシュ〉）
  - ルーニー・テューンズ・ショー[90]
  - 新 ルーニー・テューンズ[91]（カル、バーバリアン）
  - ルーニー・テューンズ・カートゥーンズ[92]
  - タイニー・トゥーンズのハチャメチャ学園[93]
- わんぱくダック夢冒険（ウィルソン[88]）※テレビ東京版

### 特撮
2011年
- 海賊戦隊ゴーカイジャー（ダマラスの声）
- ゴーカイジャー ゴセイジャー スーパー戦隊199ヒーロー大決戦（ダマラスの声）
- 海賊戦隊ゴーカイジャー THE MOVIE 空飛ぶ幽霊船（ダマラスの声）

2016年
- 仮面ライダー1号（謎の眼魔の声）

2019年
- 仮面ライダー 令和 ザ・ファースト・ジェネレーション（アナザー1号の声）

### ラジオ
- サテラQ・わいわいでQ（1995年 - 1999年、ギャラクター石井名義、セント・ギガ）
  - いずれもサテラビューによるクイズゲームと連動したラジオ番組。パーソナリティとして回答役アシスタントの一般女性とともに出題・進行を担当。

### ナレーション
- アニメTV（TOKYO MX他）
- NNNニュースプラス1「憤激リポート」（日本テレビ）
- NNN Newsリアルタイム（日本テレビ）
- FNNスーパータイム（フジテレビ）
- FNNスーパーニュース（フジテレビ）
- 昆虫・最強対決!（アニマルプラネット）
- 関口宏の東京フレンドパークII（TBS）※銀河万丈の代役、「オーノー!」の原始人の声役。
- ダウンタウンのごっつええ感じ（フジテレビ）
- 逮捕の瞬間!密着24時（フジテレビ）
- 天才画家の肖像（NHK-BSハイビジョン）
- ニッポン小意見センタ〜♪（フジテレビ）
- TBSニュースバード
- NEWS23 → NEWS23X → NEWS23（TBS）
- BSアニメ夜話（NHK BS2）
- 東京色（テレビ東京）
- Beeワールド（テレビ東京）
- 報道特集（TBS）
- マスケティアーズ/パリの四銃士 徹底ガイド（2016年、NHK）
- みゅーじん（テレビ東京）
- めざましテレビ（フジテレビ）
- スナック 胸キュン1000% ママこの人つれて来た!（BS12 トゥエルビ）

### ボイスオーバー
- EXD44（テレビ朝日）
- 金曜プレミアム「衝撃の死から20年 悲劇のプリンセス・ダイアナ 最期の1日」（2017年、フジテレビ）
- BS世界のドキュメンタリー（NHK-BS1）
- フロム・ジ・アース/人類、月に立つ（NHK-BS2）
  - 第11回「栄光の陰で〜妻たちのアポロ計画」（ケン・マッティングリー〈ジェリコ・イヴァネク〉の声）

### パチンコ・パチスロ
- 奥村遊機：「CR怪物くん デーモンの剣」（ビッグ・ハンド）
- SANKYO：「CRフィーバースター・ウォーズ ダース・ベイダー降臨」（ダース・モール、ナレーション）

### CM
- 花王 ビオレ 薬用デオドラントZ（ナレーション）
- トヨタ自動車 ランドクルーザー200（ナレーション）
- レオパレス21「学割プラン・ビジネスプラン」（ナレーション）
- ハドソン 『ボンバーマンジェッターズ』（ムジョー）
- 雪印食品「未来戦隊タイムレンジャー ウインナー」（ナレーション）
- 雪印食品「未来戦隊タイムレンジャー ソーセージ」（ナレーション）

### その他コンテンツ
- ディズニー・オン・アイス（ザーグ）
- 東京ディズニーランド『カリブの海賊』（アナウンス〈2代目〉）
- 東京ディズニーシー『インディ・ジョーンズ・アドベンチャー：クリスタルスカルの魔宮』

### シリーズ一覧
1. ↑  第2作『2』（1988年）、第3作『3』（1989年）、第4作『'91』（1991年）
2. ↑  第4シリーズ『SuperS』（1995年）、第5シリーズ『セーラースターズ』（1996年）
3. ↑  第1期（1996年）、第2期（1998年）
4. ↑  『Second Stage』（1999年 - 2000年）、『Fourth Stage』（2004年）
5. ↑  第1期（2001年）、第3期『A』（2002年）
6. ↑  第1期（2004年）、第2期『2』（2007年）
7. ↑  第1期（2004年 - 2005年）、第2期『二学期』（2006年）
8. ↑  『BEAST』（2006年）、続編『BEAST+』（2006年）
9. ↑  第1期（2007年）、第2期『あはっ☆』（2008年）、第3期『ぴっちぴち♪しずくちゃん』（2013年）
10. ↑  第1期（2008年）、第2期『Guilty』（2008年）
11. ↑  第4シリーズ（2008年）、第6シリーズ（2010年）
12. ↑  第1期（2010年）、第2期『夢色パティシエールSP プロフェッショナル』（2010年）
13. ↑  第1期（2014年）、第2期『リベンジ』（2016年）
14. ↑  第2期『II』（2018年）、第3期『III』（2018年）、第4期『IV』（2022年）
15. ↑  第1期『-風舞高校弓道部-』（2018年 - 2019年）、第2期『-つながりの一射-』（2023年）
16. ↑  The Final Season Part 1（2021年）、The Final Season Part 2（2022年）、The Final Season 完結編（前編）（2023年）、The Final Season 完結編（後編）（2023年）
17. ↑  シーズン1/パート1・2（2019年）、シーズン2/パート1（2023年）
18. ↑  第1期（2021年）、第2期『II』（2023年）
19. ↑  『第2次α』（2003年）、『第3次α』（2005年）、『BX』（2015年）、『T』（2019年）、『DD』（2020年）、『30』（2021年）
20. ↑  『Vol.1 再誕』『Vol.2 君想フ声』（2006年）、『Vol.3 歩くような速さで』（2007年）
21. ↑  『SPIRITS』（2007年）、『GENESIS』（2016年）

### 初出話一覧
1. ↑  第19話初出
2. 1 2 3 4 5  第1話初出